# 2010年日本賽馬
2010年日本賽馬（日語：2010年の日本競馬），是2010年（平成22年）日本賽馬界發生的重大事件及各項賽事的記錄。

## 重大事件概述

### 中央競馬

#### 第三匹三冠馬
於本年度雌馬經典戰線中，「夏威夷鳥」的表現異常突出，其先於4月勝出首關櫻花賞，其後於優駿牝馬（日本橡樹大賽中）保持勢頭，最終和一直纏鬥的「法國酒城」取得平頭冠軍。進入秋季後，雖然其未能於起動戰玫瑰錦標先拔頭籌，但其後於秋華賞中成功擊退對手取勝，成為日本史上第三匹三冠雌馬。

#### 競馬場相關工程
日本中央競馬會公佈有關消息，函館競馬場看台全面裝修工程經完成，將於本年度夏季重新舉辦賽事。與此同時，中京競馬場將於高松宮紀念舉辦後進行看台的全面翻新工程，並於2011年重新開放。

#### 賽事全面國際化
有2010年開始，所有中央分級賽均為國際賽事，海外訓練馬可取得參賽資格，因而所有分級賽均已被評定為國際分級賽。

## 時間表

### 1月-3月
- 1月7日 - 經過農林水產省的批准後，日本中央競馬會宣佈將於熊本縣八代市設置場外投注所「Wins八代」，為中央競馬第40個場外投注所。
- 1月9日 - 輓馬賽事之「WIN5」僅得一人押中，一注獨中下錄得220萬2050萬日圓派彩的記錄[1]。
- 1月10日 - 「Nishino Con Safos」勝出一月錦標，為2008年勝出小倉大賞典的「Asakusa Defeat」後再有10歲馬勝出中央平地賽事。
- 1月11日 - 中山競馬場第4場賽第四彎道附近，騎師三浦皇成的座騎向外閃斜行，導致附近9匹賽駒發生墮馬事故，為日本中央競馬史上最多。內田博幸左尺骨骨折，而其他受傷蛯名正義、勝浦正樹、後藤浩輝、中館英二及松岡正海其後的賽事亦需要易配。最終三浦之座騎被判處失格，其本人則被停賽4個賽馬日。
- 1月16日 - 京都競馬場第4場賽事發生爆冷，「三重彩」的145756.0倍賠率創下京都記錄。
- 1月17日 - 京都競馬場第12場賽事，第七名衝線的「Worldwide」被指於兑現直路妨礙其他賽駒，因而被貶至第9名，騎師小牧太亦被停賽4個賽馬日[2]。
- 1月21日 - 大井競馬場第4場賽事出現失誤，原定的出賽賽駒並未到場，到場的為其廄侶，最終特別區競馬組合將賽駒排除出出賽名單外。以根據事後調查，失誤出現的原因為運送賽駒前工作人員未有確認馬匹身份。類似的拉錯馬事件此前亦有於2003年在大井競馬場發生，而最近一次則為發生在2009年的笠松競馬場[3]。
- 1月27日 - 「赤兔馬」以2分12.7秒勝出川崎紀念，打破記錄之餘亦達成總計最多的一級賽九勝，更創下連續7年制霸分級賽的壯舉。
- 1月31日 - 騎師小林慎一郎策騎「Glorious Noah」勝出根岸錦標，贏得出道10年來首個分級賽冠軍。同日，輓馬賽事之「WIN5」僅得一人押中，一注獨中下錄得1022萬2930萬日圓派彩的記錄[4]
- 2月1日 - 於上年度因為盜竊同宿舍騎師運動鞋而被茨城縣警稻敷警察署逮捕的24歲騎師佐藤聖也主動向日本中央競馬會交還牌照。同日，日本中央競馬會發表於2月21日二月錦標舉行當日，東京競馬場第12場賽事命名投票的結果，結果為Meisei Opera紀念，其為1999年冠軍。
- 2月6日 - 中京競馬場因大雪將第1至9場賽事時間推遲。同日，小倉大賞典中閘門誤開，位於閘內的「Dream Sunday」衝出閘門導致賽事推遲8分鐘舉行。另外，於同一賽事途中，由騎師三浦皇成策騎、以第二衝線的「Meiner Starry」終點先前急劇外閃妨礙對手，賽駒被貶至第五，三浦被罰停賽4個賽馬日。
- 2月8日 - 就上年3月26日參戰馬對禁藥咖啡因呈現陽性反應一事，愛知縣競馬組合判處賽駒失格、停賽30日及返還獎金，而練馬師塚田隆男則停薪30日。
- 2月9日 - 地方競馬全國協會宣佈2011年日本育馬場盃系列賽事將於大井競馬場以夜馬形式舉行，為大井第4度舉辦賽事，同時亦確定日本育馬場盃短途賽路程為泥地1000米、日本育馬場盃經典賽為泥地2000米。
- 2月10日 - 日本中央競馬會發表騎師及練馬師考試的結果，共有6位騎師及9位練馬師合格，5位騎師均為競馬學校畢業生。而9位練馬師中，包含谷澤隆德及角田晃一2位現役騎師、以及田中剛、千田輝彥、牧田和彌及日吉正和4位前騎師。相關牌照將會於3月1日生效。同日，2月2日荒尾競馬場第10及11場賽事中，來自2個馬房之參戰馬之尿液樣本含有禁藥尼古丁。為確保賽事公平性，荒尾競馬組合決定於本日將來自此2個馬房的14匹賽駒排除於賽事名單外。
- 2月14日 - 騎師武豐策騎「貴人善忘」勝出鑽石錦標，連續24年勝出分級賽。
- 2月17日 - 北海道競馬事務所發表日程，本年共會舉辦80個賽事日，同時所有賽事將於門別競馬場以夜馬方式實施，亦宣佈停止於札幌競馬場舉辦賽事。
- 2月18日 - 分別隸屬栗東訓練中心練馬師角居勝彥馬房及門別競馬場練馬師田部和則馬房的「搖滾樂」及「大宇宙」均取消賽駒註冊，轉入日籍愛爾蘭練馬師兒玉敬之馬房。
- 2月20日 - 由穆罕默德酋長以個人名義擁有的「Notorious」出戰京都競馬場第4場賽事，為首次有居於日本國外的馬主之賽駒出戰賽事。
- 2月25日 - 「Kammuri Holde」於園田競馬場第2場賽事落敗，以166場連敗打破「Elizabeth Queen」的記錄。
- 2月27日 - 將於明日退役的騎師橋本美純因腸胃炎未能於本日策騎出戰，亦導致其錯過明日自身的退役儀式。同日位於宮崎縣宮崎市宮崎育成牧場的場外投注所正式啟用。
- 3月4日 - 麥通第三輪挑戰賽於阿聯酋美丹馬場舉行，參戰的「紅色夢想」及「伏特加」分別跑獲冠軍及第八名，同時「紅色夢想」以2分2.52秒打破賽事記錄。
- 3月6日 - 「伏特加」於賽後被發現第二次出現流鼻血的情況，陣營緊急商討後決定取消出戰杜拜世界盃並安排其即時退役。
- 3月7日 - 勝出麥通第三輪挑戰賽「紅色夢想」決定由杜拜司馬經典賽轉戰杜拜世界盃，由法國騎師蘇銘倫策騎。
- 3月8日 - 日本中央競馬會發表於3月28日高松宮紀念舉行當日，中京競馬場第12場賽事命名投票的結果，結果為帝皇光輝紀念，其為2000年冠軍。同日，日本中央競馬會正式宣佈「WIN5」投注的詳細事宜，投注方式僅限電腦，因而需要具備信用卡。
- 3月11日 - 日本中央競馬會發表財政報告，營業額及盈利分別連續12年及7年下降[5]。
- 3月13日 - 由穆罕默德酋長以個人名義擁有的「Lunar Legacy」勝出中山競馬場第6場賽事，為首次有居於日本國外的馬主之賽駒勝出賽事[6]。同日，由冠名為「フサイチ」之馬主關口房朗擁有的「Fusaichi Seven」及「Thesunday Fusaichi」被東京地方裁判所扣押
- 3月17日 - 原定轉籍愛爾蘭的「大宇宙」於茨城縣內一個牧場訓練時左後腳出現剝離性骨折，轉籍計劃取消。
- 3月20日 - 騎師丸田恭介因於中京競馬場第4及6場賽事妨礙其他賽駒，導致其座騎分別被判處失格及貶至第八，其本人則被重罰停賽10個賽馬日。
- 3月21日 - 中山競馬場因強風將第1至8場賽事推遲。
- 3月22日 - 日本中央競馬會發表於4月11日櫻花賞舉行當日，阪神競馬場第12場賽事命名投票的結果，結果為協榮三月紀念，其為1997年冠軍。
- 3月25日 - 地方競馬全國協會發表重大改革報告，主要內容包括將未被命名的賽事統一稱呼為普通賽事，其餘賽事級別依次為分級賽、準分級賽及特別賽事。其餘內容包括將普通賽事以全國統一的形式分作A、B、C三級，亦將雌馬受讓的磅數統一為2公斤。
- 3月27日 - 騎師武豐於每日盃策騎「The Taiki」時候在直路發生墮馬意外，賽駒被判定為預後不良，以武豐則左肩骨折及右手關節骨折被緊急送往醫院。同日，杜拜世界盃賽馬日於阿聯酋美丹馬場舉行，出戰高多芬一哩賽的「挪亞榮駒」取得殿軍、出戰杜拜金莎軒錦標的「桂冠戰士」取得殿軍、出戰杜拜司馬經典賽的「迷人景致」取得亞軍、出戰杜拜世界盃的「紅色夢想」取得第十一。另外，荒尾競馬場及帶廣競馬場均因系統故障取消本日「WIN5」的投注，同時返還昨日所有投注金額。
- 3月29日 - 日本中央競馬會發表於4月18日皋月賞舉行當日，中山競馬場第12場賽事命名投票的結果，結果為愛麗速子紀念，其為2001年冠軍[7]。

### 4月-6月
- 4月5日 - 帶廣市政府發表輓馬賽事的財政報告，總入場人數、總投注額及平均投注額分別連續13年、2年及2年下降。
- 4月6日 - 大井競馬場出現爆冷，「三重彩」的24887.2萬倍賠率為公營經紀的記錄。
- 4月8日 - 東京地方裁判所裁定於3月被扣押的兩匹賽駒「Fusaichi Seven」及「Thesunday Fusaichi」之擁有權會歸屬馬主林進旗下。
- 4月12日 - 日本中央競馬會發表於5月2日春季天皇賞舉行當日，京都競馬場第12場賽事命名投票的結果，結果為大震撼紀念，其為2006年冠軍。
- 4月17日 - 福島競馬場因大雪將賽事推遲至4月19日舉行。
- 4月20日 - 日本中央競馬會發表於5月9日NHK一哩賽舉行當日，東京競馬場第12場賽事命名投票的結果，結果為幸運樹紀念，其為1996年冠軍。同日，大井競馬場第7場賽事中，騎師張田京因於直路不盡力策騎而被認為妨礙賽事公正，被判罰停賽8個賽馬日。
- 4月21日 - 日本騎師會進行職務改選，最終由武豐當選為新一任會長[8]。
- 4月25日 - 於4月19日中山競馬場第10場賽事墮馬的騎師岩田康誠被判斷為左肋骨骨折及肺挫傷[9]。
- 4月26日 - 日本中央競馬會發表於5月16日維多利亞一哩賽舉行當日，東京競馬場第12場賽事命名投票的結果，結果為隨心起舞紀念，其為2006年冠軍[10]。
- 5月4日 - 日本中央競馬會發表於5月23日優駿牝馬（日本橡樹大賽）舉行當日，東京競馬場第12場賽事命名投票的結果，結果為川上公主紀念，其為2006年冠軍[11]。
- 5月7日 - 以40177此出賽保持地方競馬最多出賽記錄的騎師桑島孝春宣佈掛鞭[12]。
- 5月8 - 新潟競馬場第2場賽事出現爆冷，「三重彩」的67118.0倍賠率派彩打破新潟記錄[13]。
- 5月10日 - 日本中央競馬會發表於5月30日東京優駿（日本打吡）舉行當日，目黑紀念副標題投票的結果，結果為伏特加紀念，其為2007年冠軍[14]。
- 5月16日 - 於3月27日墮馬受傷的騎師武豐原定於東京優駿復出策騎，但康復進度緩慢下計劃取消，原定需要策騎的「比薩勝駒」易配岩田康誠。
- 5月17日 - 日本中央競馬會發表於6月6日安田紀念舉行當日，麒麟錦標副標題投票的結果，結果為大樹快車紀念，其為1998年冠軍。
- 5月23日 - 「夏威夷鳥」及「法國酒城」於優駿牝馬中跑獲平頭冠軍，為日本首次於一級賽中出現此情況。
- 5月30日 - 橫山典弘勝出東京競馬場第5場賽事，達成第2112場頭馬，成為頭馬場數第3多的騎師[15]。
- 6月5日 - 京都競馬場第8場賽事出現爆冷，「三重彩」的114372.9倍賠率為京都第二高[16]。
- 6月7日 - 日本中央競馬會發表於6月27日寶塚紀念舉行當日，東京競馬場第12場賽事命名投票的結果，結果為無聲鈴鹿紀念，其為1998年冠軍。
- 6月9日 - 門別競馬場因大霧取消第7場賽事並返還所有投注，以第8場及之後的賽事則推遲舉行。
- 6月15日 - 此前墮馬受傷的騎師武豐康復進度未予理想，原定需要於寶塚紀念策騎的「貴人善忘」易配蛯名正義，以於帝王賞的「赤兔馬」則未定。
- 6月19日 - 於2008年開始裝修的函館競馬場重新開放，同時其和阪神競馬場開始實施黃昏賽事。
- 6月20日 - 函館競馬場第6場賽事出現爆冷，「單T」的8206.2及「三重彩」的58447.6倍賠率均為函館記錄。同日，福島競馬場第1場賽事亦出現爆冷，「連贏」的3173.4及「二重彩」的8849.10倍賠率均為福島經綠，而「三重彩」的49114.6倍賠率則為福島第二高。
- 21日 - 石川縣競馬事務局發表財政報告，金澤競馬錄得7200萬日圓的赤字，主要原因為經濟衰退及極端天氣導致入場因素及投注額減少。
- 6月24日 - 上述提到的「赤兔馬」易配騎師福永祐一。
- 6月26日 - 福島競馬場第2場賽事中，第十六人氣的賽駒跑獲第三，其「位置」的161.1倍賠率打破中央賽事記錄[17]。

### 7-9月
- 7月3日 - 一級賽四勝、開創第二次賽馬熱潮的殿堂馬「小栗帽」因右後肢脛骨骨折被施以安樂死。
- 7月10日 - 由於殿堂馬「小栗帽」之死亡，日本中央競馬會決定將本日舉行的松島特別、七月錦標及津輕海峡特別加上「小栗帽追悼競走」的副標題[18]。
- 7月18日 - 騎師西田雄一郎策騎「瀧本柔情」勝出夏季短途錦標，取得自1996年策騎「Sakura Eiko O」勝出七夕賞以來時隔14年的分級賽冠軍[19]。於同一場賽事中，「櫻花盛開」衝線後被發現左腳第一趾關節脫臼，最終判定為預後不良[20]。
- 7月28日 - 脱離戰線多月的騎師武豐確中將於8月1日在小倉競馬場復出，並會策騎「醒目快駒」出戰小倉紀念。同日，福山市競馬事務局宣佈將於8月8日選擇兩場賽事作為「夜來系列」，僅限高知所屬馬參戰，兼且開場小號及旁述也於高知競馬場舉行。
- 8月1日 - 日本中央競馬會公佈秋季賽事日程，重點消息為更改世界超級騎師大賽的舉行日期、以及將當中的賽事名稱更改為傑出騎師盃、優秀騎師盃及卓越騎師盃。
- 8月2日 - 於5月28日掛鞭的前騎師桑島孝春被任命為地方競馬全國協會顧問。
- 8月4日 - 日本中央競馬會宣佈於2011年開始調整練馬師考試規程，將第一輪考試由10月中旬提前至9月下旬，第二輪考試由1月下旬提前至11月下旬，結果則提前之12月公佈，但牌照生效期仍然為3月1日[21]。
- 8月8日 - 三連霸函館紀念的「獵犬快車」退役。
- 8月10日 - 兵庫縣騎師會宣佈試行在騎師褲的部分植入廣告的計劃，將延續21日共50場賽事。
- 8月21日 - 騎師高田潤策騎「Koei Try」勝出新潟跳欄錦標，賽駒成功達成跳欄分級賽七勝追平記錄，而騎師高田則達成於所有競馬場均贏得跳欄分級賽的偉業。然而於賽後審議中，高田因其座騎於直路的內閃行為，而被判罰停賽2個賽馬日。
- 8月29日 - 「Clean」勝出阿蘇錦標，以612公斤的體重刷新自身於2008年創下的中央競馬勝利馬最高體重記錄。
- 9月4日 - 札幌競馬場第1場次賽事中，騎師岩田康誠的座騎和前方賽駒發生碰撞導致其墮馬，馬匹並無大礙，但岩田出現左腳關節骨折、右鎖骨骨折及頭部撞傷等情況。同日，於新潟競馬場第3場賽事中，第十五人氣的賽駒跑獲冠軍，導致其「獨贏」的460.8倍賠率打破中央競馬記錄，而「二重彩」的4407.1倍賠率則打破新潟記錄。
- 9月8日 - 日本中央競馬會發表於10月3日短途馬錦標舉行當日，中山競馬場第12場賽事命名投票的結果，結果為櫻花進王紀念，其於1993及1994年達成連霸。
- 9月12日 - 「Nobu Victory」勝出札幌競馬場第5場賽事，搖滾樂團夏之管主唱前田亘輝獲得成為馬主後的首勝。
- 9月13日 - 日本中央競馬會宣佈將於日本BS放送旗下的BS11台進行賽事直播。
- 9月19日 - 阪神競馬場第12場賽事發生事故，騎師國分恭介策騎的「Camphor Neo」和前方賽駒碰撞導致跌倒，造成附近分別策騎「Three Concorde」、「Ken Bridge Caesar」及「Yodono Bravo」的松山弘平、北村友一及藤岡康太相繼發生墮馬事故。經過檢查後，4匹賽駒均無大礙，而松山及北村則被送往附近醫院進行詳細檢查。
- 9月20日 - 「Koei Try」勝出阪神跳欄錦標，以跳欄分級賽八勝打破日本記錄[22]同日、日本中央競馬會發表於10月17日秋華賞舉行當日，京都競馬場第12場賽事命名投票的結果，結果為大和赤驥紀念，其為2007年冠軍。。
- 9月26日 - 中山競馬場第3場賽事中，騎師橫山典弘發生墮馬事故，被緊急送往船橋市內的醫院，經檢查後確認為中心性脊髓損傷及顱骨骨折。
- 9月27日 - 日本中央競馬會發表於10月24日菊花賞舉行當日，京都競馬場第12場賽事命名投票的結果，結果為米浴紀念，其為1992年冠軍。

### 10月-12月
- 10月1日 - 高知縣競馬組合宣佈將於10月2日第5場次賽事作為「鞆之浦系列」，僅限福山所屬馬及騎師參戰，為對應福山的計劃之一。
- 10月3日 - 於短途馬錦標以第二名衝線的「衝鋒駿驥」被指於直路妨礙「聖卡羅」，賽駒被貶至第四，騎師川田將雅則被罰停賽4個賽馬日[23]。
- 10月4日 - 日本中央競馬會發表於10月31日秋季天皇賞舉行當日，東京競馬場第12場賽事命名投票的結果，結果為氣槽紀念，其為1997年冠軍。
- 10月14日 - 上年度JRA賞最佳短途馬「桂冠戰士」退役。
- 10月17日 - 「夏威夷鳥」勝出秋華賞，成為繼「目白山峰」及「Still in Love」後第三匹達成雌馬三冠的賽駒。
- 18日 - 日本中央競馬會發表於11月14日女皇伊利沙伯二世盃舉行當日，京都競馬場第12場賽事命名投票的結果，結果為目白多伯紀念，其於1998及1999年達成連霸。同日，於大井競馬場舉辦的地方一級賽東京大賞典決定開放給予海外訓練馬參與，亦成功被評為國際一級賽，為首次有地方賽事獲得國際一級賽評級[24]。
- 10月21日 - 佐賀縣競馬組合及荒尾競馬組合決定共同舉辦九州交流系列賽「九州超級短途系列」，於10月29日至翌年3月19日期間舉行共25場賽事，同時賽事名將會以佐賀及熊本的方言字詞為主
- 10月23日 - 福島競馬場第4場賽事中，以第二名次衝線的「Vip Legend」於直路外閃並撞到「Shuzan Gold」。「Shuzan Gold」左腳上腕骨骨折並預後不良，騎師宮崎北斗左腓骨骨折。以賽後審議則判定「Vip Legend」失格，騎師松山弘平停賽4個賽馬日。同日，東京競馬場第7場競走亦出現墮馬事故，賽駒「Go to the Milano」脱臼而預後不良，騎師柴田善臣則出現頭部撞傷及左眼窩內側壁骨折之情況。
- 10月25日 - 日本中央競馬會發表於11月21日一哩冠軍賽舉行當日，京都競馬場第12場賽事命名投票的結果，結果為多旺達紀念，其於2003及2004年達成連霸。
- 10月28日 - 天鵝錦標及秋季天皇賞之早盤發售因颱風暹芭接近日本而取消。
- 10月30日 - 東京競馬場因颱風暹芭吹襲以推遲賽事至11月1日。而由於11月1日騎師藤田伸二需要策騎「東海奇謀」遠征澳洲出戰墨爾本盃，因而其原定未能履行原先的策騎聘約需要易配。
- 11月1日 - 日本中央競馬會發表於11月28日日本盃舉行當日，東京競馬場第12場賽事命名投票的結果，結果為神鷹紀念，其為1998年冠軍。
- 11月2日 - 地方競馬全國協會主席雨宮敬德於盛岡市內進行演講，主要內容包括宣佈由2012年年度開始可以透過日本中央競馬會的「PAT」系統對地方主要賽事進行投注，另外亦提及會檢討資助地方競馬改善經營問題的成效。
- 11月6日 - 柴田善臣出戰東京競馬場第6場賽事，達成第16000場出賽，成為日本史上第3位達成此數字的騎師。
- 11月7日 - 贏得多項分級賽並於多項一級賽事跑獲亞軍的「超級黃蜂」因右前腳出現肌腱炎退役。
- 11月8日 - 日本中央競馬會發表於12月5日日本盃泥地大賽舉行當日，阪神競馬場第12場賽事命名投票的結果，結果為大洋船紀念，其為2001年冠軍。
- 11月13日 - 於9月26日墮馬受傷的騎師橫山典弘於中山競馬場復出，然而因於第8場賽事出現外閃行為而被罰停賽4個賽馬日。同日、於9月4日及10月3日墮馬受傷的騎師岩田康誠及宮崎北斗，分別於京都競馬場及福島競馬場復出。
- 11月14日 - 英國代表「飛雪仙蹤」勝出女皇伊利沙伯二世盃，為首匹勝出此賽事的外國馬。
- 11月15日 - 日本中央競馬會發表於12月12日阪神兩歲牝馬錦標舉行當日，阪神競馬場第12場賽事命名投票的結果，結果為菱亞馬遜紀念，其為1993年冠軍[25]。
- 11月19日 - 日本中央競馬會發表2011年賽事日程，主要重點為更改特別賽事的參戰獎金計算方式、將有馬紀念特別獎金的條件更改為「於秋季天皇賞及有馬紀念均跑獲頭三名以內」、以及繼續舉行黃昏賽事。同日，位於熊本縣八代市的場外投注所「Wins八代」開始營業。
- 11月20日 - 東京競馬第6場賽事中，「Namura Noble」因突發疾病跌倒，賽駒出現粉碎性骨折並預後不良，騎師三浦皇成則出現腦震盪、左上碗挫傷及擦傷。同日，京都競馬場第7場次賽事出現爆冷，「三重彩」的118043.6倍賠率為京都第二高
- 11月22日 - 日本中央競馬會發表於12月17日，朝日盃未來錦標舉行當日，中山競馬場第12場賽事命名投票的結果，結果為草上飛紀念，其為1997年冠軍。
- 11月28日 - 於日本盃中，第一名衝線的「迷人景致」被判定於直路妨礙第二名衝線的「玫瑰帝國」，賽駒被貶至第二同時對手遞補冠軍，以騎師蘇銘倫則被罰停賽4日[26]。是次事件並非為日本首次於一級賽中出現首名衝線的賽駒被貶，對上一次為2006年女皇伊利沙伯二世盃的「川上公主」。
- 12月1日 - 日本中央競馬會發表於12月26日有馬紀念舉行當日，中山競馬場第12場賽事命名投票的結果，結果為小栗帽紀念，其為1988及1990年冠軍。
- 12月4日 - 騎師蛯名正義出戰中山競馬場第8場賽事，達成第15000場出賽，成為日本史上第5位達成此數字的騎師。
- 12月6日 - 日本中央競馬會宣佈於來年4月24日正式接受「WIN5」的投注[27]。
- 12月7日 - 九勝泥地一級賽的「赤兔馬」退役。同日，日本育馬場盃實行委員會聯同地方競馬全國協會宣佈，將於2011年新增雌馬限定賽事日本育馬場盃雌馬經典賽作為系列的一部份，首屆賽事將為泥地1800米路程。
- 12月8日 - 船橋競馬場第4場賽事出現所有賽駒均被排除於出賽名單外而不成立的罕有示例，所有投注將會返還。而此事件發生的原因為，其中1匹賽駒需要重新入閘之際，閘門突然開啟且其餘賽駒紛紛衝出兼跑到終點線前，最終所有賽駒均出現疲勞徵狀而被判定為不適合出賽。
- 12月9日 - 日本中央競馬會公佈練馬師考試的結果，共有7位練馬師合格，當中包含現役騎師小野次郎。相關牌照將會於3月1日生效。
- 12月12日 - 騎師畑端省吾勝出阪神競馬場第4場賽事，成功取得繼2007年10月20日京都競馬場第7場賽事以來，時隔3年1個月的勝利。同日，香港國際賽事於香港沙田馬場舉行，參戰香港瓶的「網絡電郵」取得殿軍、參戰香港一哩錦標的「榮進快蹄」取得殿軍。
- 12月18日 - 騎師幸英明出戰阪神競馬場第8至11場賽事，達成年間第979次出賽，打破上年度由內田博幸創立的記錄。
- 12月19日 - 應屆府中牝馬錦標冠軍「T M Aurora」於愛知盃第三彎道被拉停，檢查後確認為右腳第一趾關節開放性脱臼，最終被處以安樂死。
- 12月24日 - 應屆日本盃冠軍「玫瑰帝國」因出現腹痛而退賽有馬紀念。
- 12月25日 - 小倉競馬場因預計降雪而取消明日賽事於本日的夜間投注。
- 12月26日 - 金澤競馬場因大雪將賽事推遲至12月28日舉行。
- 12月31日 - 金澤競馬場因大雪將賽事將賽事推遲至翌年1月2日舉行。

## 各賽事結果

### 中央競馬・平地一級賽
| 賽事名                         | 賽事名                         | 賽事名                         | 優勝馬       | 性齡 | 騎師                 | 練馬師               | 所屬               |
| 月日                           | 馬場                           | 距離                           | 優勝馬       | 性齡 | 馬主                 | 馬主                 | 時間               |
| ------------------------------ | ------------------------------ | ------------------------------ | ------------ | ---- | -------------------- | -------------------- | ------------------ |
| 第27回二月錦標                 | 第27回二月錦標                 | 第27回二月錦標                 | 希望之城     | 雄5  | 佐藤哲三             | 安達昭夫             | JRA栗東            |
| 2月21日                        | 東京競馬場                     | 泥1600米                       | 希望之城     | 雄5  | 友駿競馬俱樂部       | 友駿競馬俱樂部       | 1:34.9             |
| 第40回高松宮紀念               | 第40回高松宮紀念               | 第40回高松宮紀念               | 拳壇奇蹟     | 雄7  | 四位洋文             | 堀宣行               | JRA美浦            |
| 3月28日                        | 中京競馬場                     | 草1200米                       | 拳壇奇蹟     | 雄7  | 吉田和美             | 吉田和美             | 1:08.6             |
| 第70回櫻花賞                   | 第70回櫻花賞                   | 第70回櫻花賞                   | 夏威夷鳥     | 雌3  | 蛯名正義             | 國枝榮               | JRA美浦            |
| 4月11日                        | 阪神競馬場                     | 草1600米                       | 夏威夷鳥     | 雌3  | 金子真人控股         | 金子真人控股         | 1:33.3             |
| 第70回皋月賞                   | 第70回皋月賞                   | 第70回皋月賞                   | 比薩勝駒     | 雄3  | 岩田康誠             | 角居勝彥             | JRA栗東            |
| 4月18日                        | 中山競馬場                     | 草2000米                       | 比薩勝駒     | 雄3  | 市川義美及吉田照哉   | 市川義美及吉田照哉   | 2:00.8             |
| 第141回春季天皇賞              | 第141回春季天皇賞              | 第141回春季天皇賞              | 網絡電郵     | 雄6  | 韋紀力               | 堀宣行               | JRA美浦            |
| 5月2日                         | 京都競馬場                     | 草3200米                       | 網絡電郵     | 雄6  | 吉田和美             | 吉田和美             | 3:15.7             |
| 第15回NHK一哩賽                | 第15回NHK一哩賽                | 第15回NHK一哩賽                | 野田尚城     | 雄3  | 安藤勝己             | 松田國英             | JRA栗東            |
| 5月9日                         | 東京競馬場                     | 草1600米                       | 野田尚城     | 雄3  | Danox Co Ltd         | Danox Co Ltd         | 1:31.4（レコード） |
| 第5回維多利亞一哩賽            | 第5回維多利亞一哩賽            | 第5回維多利亞一哩賽            | 迷人景致     | 雌4  | 横山典弘             | 松田博資             | JRA栗東            |
| 5月16日                        | 東京競馬場                     | 草1600米                       | 迷人景致     | 雌4  | Sunday Racing Co Ltd | Sunday Racing Co Ltd | 1:32.4             |
| 第71回優駿牝馬（日本橡樹大賽） | 第71回優駿牝馬（日本橡樹大賽） | 第71回優駿牝馬（日本橡樹大賽） | 夏威夷鳥     | 雌3  | 蛯名正義             | 國枝榮               | JRA美浦            |
| 第71回優駿牝馬（日本橡樹大賽） | 第71回優駿牝馬（日本橡樹大賽） | 第71回優駿牝馬（日本橡樹大賽） | 夏威夷鳥     | 雌3  | 金子真人控股         | 金子真人控股         | 2:29.9             |
| 5月23日                        | 東京競馬場                     | 草2400米                       | 法國酒城     | 雌3  | 横山典弘             | 古賀慎明             | JRA美浦            |
| 5月23日                        | 東京競馬場                     | 草2400米                       | 法國酒城     | 雌3  | 吉田照哉             | 吉田照哉             | 2:29.9             |
| 第77回東京優駿（日本打吡）     | 第77回東京優駿（日本打吡）     | 第77回東京優駿（日本打吡）     | 榮進閃耀     | 雄3  | 内田博幸             | 藤原英昭             | JRA栗東            |
| 5月30日                        | 東京競馬場                     | 草2400米                       | 榮進閃耀     | 雄3  | 平井豐光             | 平井豐光             | 2:26.9             |
| 第60回安田紀念                 | 第60回安田紀念                 | 第60回安田紀念                 | 昭和革新     | 雄6  | 後藤浩輝             | 杉浦宏昭             | JRA美浦            |
| 6月6日                         | 東京競馬場                     | 草1600米                       | 昭和革新     | 雄6  | 山岸桂市             | 山岸桂市             | 1:31.7             |
| 第51回寶塚紀念                 | 第51回寶塚紀念                 | 第51回寶塚紀念                 | 中山慶典     | 雄4  | 柴田善臣             | 二之宮敬宇           | JRA美浦            |
| 6月27日                        | 阪神競馬場                     | 草2200米                       | 中山慶典     | 雄4  | 和泉信一             | 和泉信一             | 2:13.0             |
| 第44回短途馬錦標               | 第44回短途馬錦標               | 第44回短途馬錦標               | 極奇妙       | 閹8  | 黎海榮               | 姚本輝               | 香港               |
| 10月3日                        | 中山競馬場                     | 草1200米                       | 極奇妙       | 閹8  | 林大輝               | 林大輝               | 1:07.4             |
| 第15回秋華賞                   | 第15回秋華賞                   | 第15回秋華賞                   | 夏威夷鳥     | 雌3  | 蛯名正義             | 國枝榮               | JRA美浦            |
| 10月17日                       | 京都競馬場                     | 草2000米                       | 夏威夷鳥     | 雌3  | 金子真人控股         | 金子真人控股         | 1:58.4             |
| 第71回菊花賞                   | 第71回菊花賞                   | 第71回菊花賞                   | Big Week     | 雄3  | 川田將雅             | 長濱博之             | JRA栗東            |
| 10月24日                       | 京都競馬場                     | 草3000米                       | Big Week     | 雄3  | 谷水雄三             | 谷水雄三             | 3:06.1             |
| 第142回秋季天皇賞              | 第142回秋季天皇賞              | 第142回秋季天皇賞              | 迷人景致     | 雌4  | 蘇銘倫               | 松田博資             | JRA栗東            |
| 10月31日                       | 東京競馬場                     | 草2000米                       | 迷人景致     | 雌4  | Sunday Racing Co Ltd | Sunday Racing Co Ltd | 1:58.2             |
| 第35回女皇伊利沙伯二世盃       | 第35回女皇伊利沙伯二世盃       | 第35回女皇伊利沙伯二世盃       | 飛雪仙蹤     | 雌3  | 莫雅                 | 鄧樂普               | 英國               |
| 11月14日                       | 京都競馬場                     | 草2200米                       | 飛雪仙蹤     | 雌3  | Anamoine Ltd         | Anamoine Ltd         | 2:12.6             |
| 第27回一哩冠軍賽               | 第27回一哩冠軍賽               | 第27回一哩冠軍賽               | 榮進快蹄     | 雄5  | 岩田康誠             | 西園正都             | JRA栗東            |
| 11月21日                       | 京都競馬場                     | 草1600米                       | 榮進快蹄     | 雄5  | 榮進堂               | 榮進堂               | 1:31.8             |
| 第30回日本盃                   | 第30回日本盃                   | 第30回日本盃                   | 玫瑰帝國     | 雄3  | 武豐                 | 橋口弘次郎           | JRA栗東            |
| 11月28日                       | 東京競馬場                     | 草2400米                       | 玫瑰帝國     | 雄3  | Sunday Racing Co Ltd | Sunday Racing Co Ltd | 2:25.2             |
| 第11回日本盃泥地大賽           | 第11回日本盃泥地大賽           | 第11回日本盃泥地大賽           | 創升         | 雄4  | 藤田伸二             | 安田隆行             | JRA栗東            |
| 12月5日                        | 阪神競馬場                     | 泥1800米                       | 創升         | 雄4  | 前田幸治             | 前田幸治             | 1:48.9             |
| 第62回阪神兩歲牝馬錦標         | 第62回阪神兩歲牝馬錦標         | 第62回阪神兩歲牝馬錦標         | Reve d'Essor | 雌2  | 福永祐一             | 松田博資             | JRA栗東            |
| 12月12日                       | 阪神競馬場                     | 草1600米                       | Reve d'Essor | 雌2  | Sunday Racing Co Ltd | Sunday Racing Co Ltd | 1:35.7             |
| 第62回朝日盃未來錦標           | 第62回朝日盃未來錦標           | 第62回朝日盃未來錦標           | 大賽波士     | 雄2  | 杜滿萊               | 矢作芳人             | JRA栗東            |
| 12月19日                       | 中山競馬場                     | 草1600米                       | 大賽波士     | 雄2  | Grand Prix Co Ltd    | Grand Prix Co Ltd    | 1:33.9             |
| 第55回有馬紀念                 | 第55回有馬紀念                 | 第55回有馬紀念                 | 比薩勝駒     | 雄3  | 杜滿萊               | 角居勝彥             | JRA栗東            |
| 12月26日                       | 中山競馬場                     | 草2500米                       | 比薩勝駒     | 雄3  | 市川義美及吉田照哉   | 市川義美及吉田照哉   | 2:32.6             |

### 中央競馬・跳欄一級賽
| 賽事名             | 賽事名             | 賽事名             | 優勝馬           | 性齡 | 騎師     | 練馬師   | 所屬    |
| 月日               | 馬場               | 距離               | 優勝馬           | 性齡 | 馬主     | 馬主     | 時間    |
| ------------------ | ------------------ | ------------------ | ---------------- | ---- | -------- | -------- | ------- |
| 第12回中山跳欄大賽 | 第12回中山跳欄大賽 | 第12回中山跳欄大賽 | Merci Mont Saint | 雄5  | 高野容輔 | 武宏平   | JRA栗東 |
| 4月17日            | 中山競馬場         | 障4250米           | Merci Mont Saint | 雄5  | 永井康郎 | 永井康郎 | 5:03.5  |
| 第133回中山大障礙  | 第133回中山大障礙  | 第133回中山大障礙  | Bashi Ken        | 雄5  | 簑島靖典 | 高橋義博 | JRA美浦 |
| 12月25日           | 中山競馬場         | 障4100米           | Bashi Ken        | 雄5  | 石橋英郎 | 石橋英郎 | 4:46.1  |

### 地方競馬・一級賽
| 賽事名                   | 賽事名                   | 賽事名                   | 優勝馬      | 性齡 | 騎師                         | 練馬師                       | 所屬       |
| 月日                     | 馬場                     | 距離                     | 優勝馬      | 性齡 | 馬主                         | 馬主                         | 時間       |
| ------------------------ | ------------------------ | ------------------------ | ----------- | ---- | ---------------------------- | ---------------------------- | ---------- |
| 第59回川崎紀念           | 第59回川崎紀念           | 第59回川崎紀念           | 赤兔馬      | 雄8  | 武豐                         | 石坂正                       | JRA栗東    |
| 1月27日                  | 川崎競馬場               | 泥2100米                 | 赤兔馬      | 雄8  | Sunday Racing Co Ltd         | Sunday Racing Co Ltd         | 2:12.7     |
| 第22回柏市紀念           | 第22回柏市紀念           | 第22回柏市紀念           | 希望之城    | 雄5  | 佐藤哲三                     | 安達昭夫                     | JRA栗東    |
| 5月5日                   | 船橋競馬場               | 泥1600米                 | 希望之城    | 雄5  | 友駿競馬俱樂部               | 友駿競馬俱樂部               | 1:36.8     |
| 第33回帝王賞             | 第33回帝王賞             | 第33回帝王賞             | Furioso     | 雄6  | 戶崎圭太                     | 川島正行                     | 南關東船橋 |
| 6月30日                  | 大井競馬場               | 泥2000米                 | Furioso     | 雄6  | Darley Japan牧場             | Darley Japan牧場             | 2:03.4     |
| 第12回日本泥地打吡       | 第12回日本泥地打吡       | 第12回日本泥地打吡       | Magnifica   | 雄3  | 戶崎圭太                     | 川島正行                     | 南關東船橋 |
| 7月14日                  | 大井競馬場               | 泥2000米                 | Magnifica   | 雄3  | 吉田照哉                     | 吉田照哉                     | 2:05.2     |
| 第23回一哩冠軍南部盃     | 第23回一哩冠軍南部盃     | 第23回一哩冠軍南部盃     | Oro Meister | 雄5  | 吉田豐                       | 大久保洋吉                   | JRA美浦    |
| 10月11日                 | 盛岡競馬場               | 泥1600米                 | Oro Meister | 雄5  | Sunday Racing Co Ltd         | Sunday Racing Co Ltd         | 1:34.8     |
| 第10回日本育馬場盃短途賽 | 第10回日本育馬場盃短途賽 | 第10回日本育馬場盃短途賽 | Summer Wind | 雄5  | 藤岡佑介                     | 庄野靖志                     | JRA栗東    |
| 11月3日                  | 船橋競馬場               | 泥1000米                 | Summer Wind | 雄5  | Hidaka Breeders Union Co Ltd | Hidaka Breeders Union Co Ltd | 0:57.6     |
| 第10回日本育馬場盃經典賽 | 第10回日本育馬場盃經典賽 | 第10回日本育馬場盃經典賽 | 醒目飛鷹    | 牡5  | 武豐                         | 小崎憲                       | JRA栗東    |
| 11月3日                  | 船橋競馬場               | 泥1800米                 | 醒目飛鷹    | 牡5  | 大川徹                       | 大川徹                       | 1:49.9     |
| 第61回全日本兩歲優駿     | 第61回全日本兩歲優駿     | 第61回全日本兩歲優駿     | Big Romance | 牡2  | 田中勝春                     | 河野通文                     | JRA美浦    |
| 12月15日                 | 川崎競馬場               | 泥1600米                 | Big Romance | 牡2  | 西村専次                     | 西村専次                     | 1:41.2     |
| 第56回東京大賞典         | 第56回東京大賞典         | 第56回東京大賞典         | 醒目飛鷹    | 雄5  | 武豐                         | 小崎憲                       | JRA栗東    |
| 12月29日                 | 大井競馬場               | 泥2000米                 | 醒目飛鷹    | 雄5  | 大川徹                       | 大川徹                       | 2:00.4     |

### 輓馬・一級賽
| 賽事名             | 賽事名             | 賽事名             | 優勝馬          | 性齡 | 騎師       | 練馬師   | 所屬   |
| 月日               | 馬場               | 距離               | 優勝馬          | 性齡 | 馬主       | 馬主     | 時間   |
| ------------------ | ------------------ | ------------------ | --------------- | ---- | ---------- | -------- | ------ |
| 第32回帶廣紀念     | 第32回帶廣紀念     | 第32回帶廣紀念     | Fuku Izumi      | 雄8  | 尾瀨馨     | 松井浩文 | 帶廣   |
| 1月2日             | 帶廣競馬場         | 輓200米            | Fuku Izumi      | 雄8  | Toyo牧場   | Toyo牧場 | 2:16.3 |
| 第3回天馬賞        | 第3回天馬賞        | 第3回天馬賞        | Orewa Sugoi     | 雄5  | 藤本匠     | 皆川公二 | 帶廣   |
| 1月3日             | 帯廣競馬場         | 輓200米            | Orewa Sugoi     | 雄5  | 大野清二   | 大野清二 | 1:50.4 |
| 第41回Irene紀念    | 第41回Irene紀念    | 第41回Irene紀念    | Tenma Detodoke  | 雄3  | 大河原和雄 | 服部義幸 | 帶廣   |
| 3月14日            | 帯廣競馬場         | 輓200米            | Tenma Detodoke  | 雄3  | 石川達敏   | 石川達敏 | 1:50.8 |
| 第42回輓馬紀念     | 第42回輓馬紀念     | 第42回輓馬紀念     | Nishiki Daijin  | 雄9  | 藤野俊一   | 金田勇   | 帶廣   |
| 3月28日            | 帶廣競馬場         | 輓200米            | Nishiki Daijin  | 雄9  | 仙頭富萬   | 仙頭富萬 | 4:24.8 |
| 第22回輓馬大獎賽   | 第22回輓馬大獎賽   | 第22回輓馬大獎賽   | Narita Bob Sapp | 雄8  | 鈴木惠介   | 大友榮人 | 帶廣   |
| 8月15日            | 帶廣競馬場         | 輓200米            | Narita Bob Sapp | 雄8  | 大森勝廣   | 大森勝廣 | 2:08.5 |
| 第35回輓馬橡樹大賽 | 第35回輓馬橡樹大賽 | 第35回輓馬橡樹大賽 | Dairin Beauty   | 雌3  | 細川弘則   | 小林長吉 | 帶廣   |
| 11月28日           | 帶廣競馬場         | 輓200米            | Dairin Beauty   | 雌3  | 早坂末光   | 早坂末光 | 1:32.4 |
| 第39回輓馬打吡     | 第39回輓馬打吡     | 第39回輓馬打吡     | Mr Tokachi      | 雄3  | 松田道明   | 前原和信 | 帶廣   |
| 12月26日           | 帶廣競馬場         | 輓200米            | Mr Tokachi      | 雄3  | 小島智子   | 小島智子 | 1:50.9 |

### 海外勝利
| 賽事名                 | 賽事名                 | 賽事名                 | 賽事名                 | 優勝馬   | 性齡 | 騎師                      | 練馬師                    | 所屬    |
| 月日                   | 國家                   | 馬場                   | 距離                   | 優勝馬   | 性齡 | 馬主                      | 馬主                      | 時間    |
| ---------------------- | ---------------------- | ---------------------- | ---------------------- | -------- | ---- | ------------------------- | ------------------------- | ------- |
| 第17屆麥通第三倫挑戰賽 | 第17屆麥通第三倫挑戰賽 | 第17屆麥通第三倫挑戰賽 | 第17屆麥通第三倫挑戰賽 | 紅色夢想 | 雌4  | 柏兆雷                    | 松永幹夫                  | JRA栗東 |
| 3月4日                 | 阿聯酋                 | 美丹馬場               | 膠沙2000米             | 紅色夢想 | 雌4  | Tokyo Horse Racing Co Ltd | Tokyo Horse Racing Co Ltd | 2:02.62 |

### 騎師邀請賽
| 賽事名                      | 賽事名                               | 冠軍     | 所屬       |
| 月日                        | 馬場                                 | 冠軍     | 所屬       |
| --------------------------- | ------------------------------------ | -------- | ---------- |
| 第8回佐佐木竹見盃騎師大獎賽 | 第8回佐佐木竹見盃騎師大獎賽          | 町田直希 | 南關東川崎 |
| 1月27日                     | 川崎競馬場                           | 町田直希 | 南關東川崎 |
| 第18回黃金騎師盃            | 第18回黃金騎師盃                     | 岩田康誠 | JRA栗東    |
| 2月18日                     | 園田競馬場                           | 岩田康誠 | JRA栗東    |
| 超級騎師大賽預賽2010        | 超級騎師大賽預賽2010                 | 杉村一樹 | 荒尾       |
| 10月4日及14日               | 盛岡競馬場及門別競馬場               | 杉村一樹 | 荒尾       |
| 第24回世界超級騎師大賽      | 第24回世界超級騎師大賽               | 莫雅     | 英國       |
| 11月27日                    | 東京競馬場                           | 莫雅     | 英國       |
| 女騎師系列賽2010            | 女騎師系列賽2010                     | 岩永千明 | 荒尾       |
| 11月16日、12月1日及16日     | 金澤競馬場、名古屋競馬場及荒尾競馬場 | 岩永千明 | 荒尾       |

## 馬匹獎項

### JRA賞
- 馬：迷人景致（雌4、栗東・松田博資馬房）
- 最佳2歲雄馬：大賽波士（雄2、栗東・矢作芳人馬房）
- 最佳2歲雌馬：Reve d'Essor（雌2、栗東・松田博資馬房）
- 最佳3歲雄馬：比薩勝駒（雄3、栗東・角居勝彥馬房）
- 最佳3歲雌馬：夏威夷鳥（雌3、美浦・國枝榮馬房）
- 最佳4歲及以上雄馬：中山慶典（雄4、美浦・二之宮敬宇馬房）
- 最佳4歲及以上雌馬：迷人景致（雌4、栗東・松田博資馬房）
- 最佳短途馬：拳壇奇蹟（雄7、美浦・堀宣行馬房）
- 最佳泥地馬：希望之城（雄5、栗東・安達昭夫馬房）
- 最佳跳欄馬：Bashi Ken（雄5、美浦・高橋義博馬房）

### NAR大獎
- 馬王：Furioso（雄6、船橋・川島正行馬房）
- 最佳2歲純種馬：Kanemasa Concorde（雄2、門別・堂山芳則馬房）
- 最佳3歲純種馬：Magnifica（雄3、船橋・川島正行馬房）
- 最佳4歲及以上純種馬：Furioso（雄6、船橋・川島正行馬房）
- 最佳雌馬：小雪（雌5、川崎・山崎尋美馬房）
- 最佳短途馬：Nike Madrid（雄4、船橋・川島正行馬房）
- 最佳草地馬：從缺
- 最佳阿拉伯馬：從缺
- 最佳輓馬：Nishiki Daishin（雄9、帶廣・槻館重人馬房）
- 泥地分級賽特別賞：醒目飛鷹（雄5、栗東・小崎憲馬房）
- 特別表彰：大宇宙（退役馬）

## 人物獎項

### JRA賞
- 冠軍練馬師：音無秀孝（栗東、52勝）
- 最高勝率練馬師：池江泰壽（栗東、18.7%勝率）
- 最高獎金練馬師：角居勝彥（栗東、13億9968萬9200日圓獎金）
- 優秀技術練馬師：角居勝彥（栗東）
- 冠軍騎師：內田博幸（美浦・嶋田潤馬房、125勝）
- 關東冠軍騎師：橫山典弘（美浦・自由身、120勝）
- 關西冠軍騎師：福永祐一（栗東・自由身、109勝）
- 最高勝率騎師：橫山典弘（美浦・自由身、20.2%勝率）
- 最高獎金騎師：蛯名正義（美浦・自由身、23億1894萬7100日圓獎金）
- 騎師大賞：從缺
- 冠軍跳欄賽騎師：五十嵐雄祐（美浦・自由身、13勝）
- 冠軍新人騎師：高倉稜（栗東、崎山博樹馬房）
- 特別模範騎師：藤田伸二（栗東・自由身）

### NAR大獎
- 冠軍練馬師：田中守（高知、238勝）
- 最高獎金練馬師：川島正行（船橋、6億5935萬7000日圓獎）
- 最高勝率練馬師：出川克己（船橋、36.1%勝率）
- 殊勳練馬師獎：從缺
- 冠軍騎師：戶崎圭太（大井・香取和孝馬房、288勝）
- 最高獎金騎師：戶崎圭太（大井・香取和孝馬房、11億8575萬4000日圓獎金）
- 最高勝率騎師：赤岡修次（高知・工藤英嗣馬房、38.9%勝率）
- 優秀新人騎師：清水裕一（佐賀・九日俊光馬房）
- 優秀女性騎師：別府真衣（高知・別府真司馬房）、山本茜（名古屋・今津博之馬房）
- 最佳運動精神獎：田中學（姬路・田中道夫馬房）
- 殊勳騎師獎：山口勲（佐賀・東真市馬房）
- 特別賞：藤本匠（帶廣・西邑春夫馬房）

## 頭馬達成記錄

### 騎師
初勝利
- 貝利（中山、12月25日）

100勝
- 田中博康（新潟、5月2日）
- 竹原茉耶（帯廣、6月21日）
- 田嶋翔（小倉、7月18日）
- 丸田恭介（函館、7月24日）[28]
- 田中力（船橋、11月1日）
- 丸山元氣（小倉、12月25日）

200勝
- 川島正太郎（船橋、8月25日）
- 三浦皇成（札幌、9月25日）
- 濱中俊（阪神、10月16日）[29]
- 北村友一（京都、11月6日）[30]
- 鮫島良太（福島、11月21日）

300勝
- 太宰啟介（福島、4月10日）
- 吉田隼人（函館、7月3日）[31]

400勝
- 松岡正海（東京、5月9日）
- 藤岡佑介（京都、10月24日）

500勝
- 上村洋行（新潟、5月2日）
- 小牧太（阪神、9月25日）
- 内田博幸（東京、10月10日）

600勝
- 秋山真一郎（中京、3月7日）

700勝
- 北村宏司（東京、10月17日）
- 岩田康誠（阪神、12月19日）[32]

800勝
- 幸英明（京都、5月22日）

900勝
- 川島洋人（門別、8月24日）

1000勝
- 安藤勝己（京都、1月30日）
- 下原理（姫路、5月25日）
- 村松學（盛岡、5月29日）
- 鈴木惠介（帶廣、11月1日）
- 齊藤正弘（門別、11月17日）

1200勝
- 後藤浩輝（東京、2月14日）
- 福永祐一（東京、11月27日）

1500勝
- 戶崎圭太（川崎、8月24日）
- 井上俊彦（門別、11月16日）

1600勝
- 中館英二（中京、2月6日）

1700勝
- 藤田伸二（札幌、8月29日）[33]

1800勝
- 蛯名正義（中京、3月20日）

1900勝
- 柴田善臣（東京、5月15日）

2000勝
- 藤野俊一（帯廣、6月13日）
- 兒島真二（名古屋、7月1日）
- 木村健（園田、9月8日）
- 岡部誠（名古屋、9月15日）

2100勝
- 橫山典弘（東京、5月2日）

2500勝
- 山口勲（佐賀、8月28日）
- 安部幸夫（笠松、11月23日）

3000勝
- 藤本匠（帯廣、7月3日）

4000勝
- 菅原勲（水澤、11月29日）

6000勝
- 的場文男（大井、6月4日）

### 練馬師
首勝
- 新開幸一（東京、11月6日）

100勝
- 服部利之（阪神、4月10日）
- 武藤善則（中山、4月17日）
- 平田修（京都、5月2日）
- 古賀慎明（福島、6月19日）[34]
- 松永昌博（京都、10月30日）

200勝
- 池添兼雄（京都、1月10日）[35]
- 戶田博文（中山、3月28日）
- 勢司和浩（東京、5月22日）
- 相澤郁（函館、6月20日）[36]
- 池江泰壽（阪神、7月3日）[37]
- 高市圭二（小倉、8月14日）[38]
- 大久保龍志（新潟、8月28日）[39]
- 五十嵐忠男（京都、10月9日）[40]

300勝
- 池上昌弘（福島、6月19日）[41]
- 角居勝彥（京都、11月20日）

400勝
- 安田隆行（札幌、9月12日）
- 宗像義忠（東京、11月1日）
- 松元茂樹（阪神、12月18日）

500勝
- 森秀行（JRA中山、2月27日）
- 二之宮敬宇（JRA新潟、5月23日）
- 出川克己（船橋、11月1日）

700勝
- 鈴木康弘（JRA中山、1月23日）
- 領家政藏（JRA新潟、8月7日）

800勝
- 池江泰郎（JRA中京、1月31日）
- 大久保洋吉（JRA中山、4月4日）

1000勝
- 川島正行（川崎、7月5日）

## 退役馬

### 1月
- 梵高藝展
- Three Rolls
- One More Chatter
- Dyna Bros
- Cafe Olympus

### 2月
- Le Lupin Bleu
- 太陽祭
- Air Pascale

### 3月
- Erimo Maxim
- Osumi Grass One
- Silent Pride
- Zarema
- 大宇宙
- 伏特加

### 4月
- Machikane Aura
- 天涯海角
- King's Trail
- Cool Joy
- 動力無限
- 出類拔萃
- Zenno Parthenon
- Germinal

### 5月
- Wild Wonder
- Towa Hiyoshimaru
- 玉藻支援

### 6月
- Danon Go Go

### 7月
- Al Nasrain
- Tanino Martini
- Picaresque Coat
- Lanzarote
- Bakushin O

### 8月
- 俊小子
- De Gratia
- Toho Racer
- Mayano Stardom

### 9月
- 喜氣滿盈
- Cosmo Bell
- Vaincre Tateyama
- F T Maia
- 雷神精靈

### 10月
- 桂冠戰士
- Melissa
- 榮進特快
- Nishino Blue Moon
- Gilgamesh
- 大金駒

### 11月
- Break Run Out
- Amberjack
- Inazuma Amaryllis
- T M Precure
- Meine Ratsel
- Denshamichi
- 超級黃蜂

### 12月
- Satono Progress
- Taiki Laser
- 寶箱
- Red Agate
- Piena Venus
- Little Amapola
- Rush Street
- 丸河勝驥
- 赤兔馬
- Reginetta
- 藍調情懷
- Sanrei Jaspar
- 小雪

## 誕生

### 馬匹
本年誕生的馬匹為2013年經典世代
- 1月15日 - 飛馬星
- 1月21日 - 最後震撼
- 1月23日 - 法國軍曲
- 1月28日 - 織紗長袍[42]
- 1月30日 - 朗日清天[43]
- 1月31日 - 有型露比、命運女神[44]
- 2月2日 - 翠綠晶石[45]
- 2月11日 - 神威啟示[46]、檀島沙槌、K I Chosan
- 2月14日 - Camino Tassajara、Sarastro
- 2月15日 - 足球名將、摩西山
- 2月18日 - Up to Date
- 2月20日 - Collector Item
- 2月21日 - Ayusan
- 2月22日 - Dia de la Madre
- 2月24日 - Danon Legend、Taisei Dream
- 2月25日 - Kurofune Surprise、名將間風[47]
- 2月26日 - 萊茵星馳
- 2月27日 - Impulse Hero、Cafe Brilliant
- 2月28日 - 天行赤駿、玉藻至尊
- 3月3日 - Meiner Fiesta
- 3月5日 - 高情厚意[48]
- 3月6日 - 擊鼓通話
- 3月7日 - Best Warrior
- 3月10日 - 標誌名駒[49]
- 3月15日 - Sweet Salsa、醒目勇士（前稱獵戶星座）
- 3月18日 - 里見貴族、Crown Rose
- 3月20日 - 舞蹈總監
- 3月22日 - Nobori Diana
- 3月23日 - Trois Bonheur、Makoto Brillar
- 3月24日 - 小林歷奇[50]、Incantation
- 3月26日 - Sound Rihanna
- 3月28日 - 榮進巔峰、Chateau Blanche
- 3月29日 - Solor
- 3月30日 - Nihonpiro Baron、浮世之風
- 3月31日 - 憑運氣、閃電快駒
- 4月4日 - Win Primera
- 4月5日 - 不朽名駒
- 4月15日 - 李察先生[51]
- 4月16日 - Meiner Crop
- 4月18日 - 丁字湖
- 4月23日 - 鳳凰之威[52]
- 4月25日 - Yule Singing
- 4月26日 - 平田震撼、Shonan Apollon
- 4月30日 - Pitch Shifter
- 5月5日 - 醒目層次、Samba Bean
- 5月6日 - Someries
- 5月10日 - 得獎者[53]、Kitasan Mikazuki
- 5月11日 - 成名遊戲、栗子星
- 5月12日 - 優美躍步、Tagano Tonnerre
- 5月15日 - 聽來真[54]
- 5月30日 - Sorte
- 6月8日 - 米蘭

## 逝世

### 馬匹
- 1月 - 超預感
- 1月18日 - Mitsuwa Top Lady
- 2月1日 - Tokai Natural
- 4月26日 - 吹波糖
- 5月12日 - Hector Protector
- 5月25日 - Osumi Dyna
- 5月29日 - Tascata Sorte
- 6月3日 - Antonio Barows
- 6月30日 - Take Mikazuchi
- 7月2日 - 粉紅瑰寶、勝山鈴駒
- 7月3日 - 小栗帽
- 7月12日 - Monte Fast
- 7月17日 - 美食先驅
- 7月18日 - Kanoya Zakura
- 8月2日 - Celebrita
- 8月18日 - Battle Brave
- 8月29日 - 超級溪流
- 9月25日 - Helene
- 10月18日 - Black Bar Spin
- 11月23日 - Sakura Yutaka O
- 12月19日 - T M Aurora

### 人物
- 1月11日 - 長谷川三郎（練馬師）
- 1月16日 - 中尾銑治（前騎師、前練馬師）
- 1月17日 - 小紫芳夫（前東京馬主協會會長、前日本馬主協會聯合會會長、「Suzu Parade」之馬主）
- 3月19日 - 伊達秀和（Sunshine牧場創辦人、「Arrow Express」及「Brocade」之馬主）
- 3月31日 - 細川益男（冠名為「マチカネ」之馬主）
- 5月9日 - 蛯名末五郎（練馬師）
- 7月6日 - 田所清廣（前騎師、練馬師）
- 7月12日 - 松本兼吉（前東京馬主協會會長、冠名為「ツルガオカ」之馬主）
- 7月26日 - 山崎彰義（前騎師、前練馬師）
- 8月19日 - 橋本邦治（東京競馬記者會會員、前日刊體育賽馬版記者、前日經廣播電台賽事解説員）
- 8月31日 - 高橋政行（前日本中央競馬會主席）